# Marco Schreuder

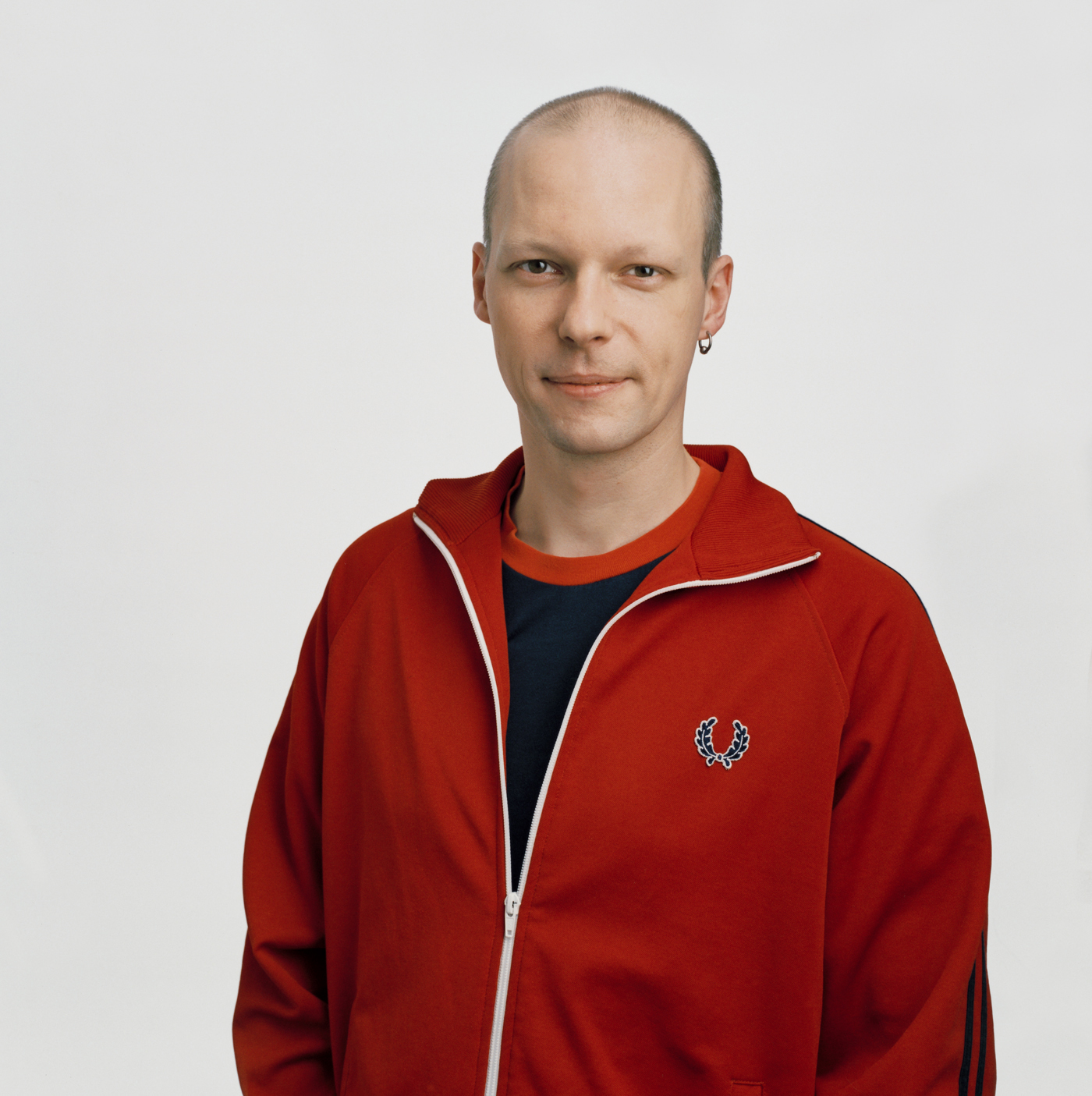
Offizielles Wahlkampffoto von Marco Schreuder

Marco Schreuder (* 27. April 1969 in Putten, Niederlande) ist ein österreichischer Politiker (Grüne). Er war bis 2010 Abgeordneter zum Wiener Landtag und Gemeinderat und von 4. November 2011 bis 2015 Mitglied des österreichischen Bundesrates, dem er vom 23. Oktober 2019 bis zum 9. Juni 2025 neuerlich angehörte.

## Schulische und berufliche Laufbahn
Marco Schreuder wurde in Putten, in der Provinz Gelderland in den Niederlanden geboren. 1975 wanderten seine Eltern mit ihm und seiner Schwester nach Sankt Wolfgang im Salzkammergut aus. Er besuchte ab 1975 die Volksschule in Rußbach bei St. Wolfgang und ab 1979 die Hauptschule Bad Ischl. 1983 setzte Schreuder seine Ausbildung an den Tourismusschulen Salzkammergut in Bad Ischl fort, 1984 übersiedelte die Familie in diese Stadt. Nach der Matura ging Schreuder 1988 nach Wien, wo er nach einigen Monaten als Kellner ein Studium der Kunstgeschichte an der Universität Wien begann. Ohne Vorerfahrung bewarb sich Schreuder 1991 für ein Regie-Studium am Max-Reinhardt-Seminar, wo er bis 1995 studierte. Seine Diplominszenierung „Lederfresse“ von Helmut Krausser wurde zu einem Festival in Moskau eingeladen.
In der Folge engagierte sich Schreuder stark in der Schwulen- und Lesben-Szene und schrieb ab 1996 Artikel in lesbisch-schwulen Medien. 1997 war Schreuder Pressesprecher für das Festival „Wien ist andersrum - Verlockungen vom anderen Ufer“, ab 1998 arbeitete er für „T Junction Gegenwartstanz“. Das Projekt wurde jedoch auf Grund fehlender Subventionen 2000 eingestellt. Nach dem Ende des Tanzprojekts wurde Schreuder 2000 Chefredakteur des Schwulenmagazins Bussi, 2001 stieg er als Referent für Menschenrechte und Antidiskriminierung im Grünen Klub im Rathaus ein. Er arbeitete hier mit Maria Vassilakou zusammen.

## Politische Laufbahn

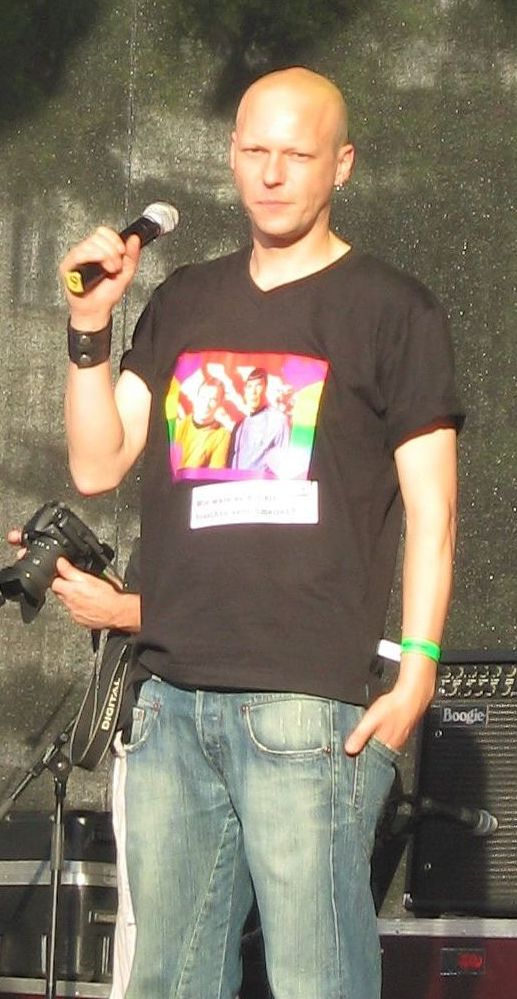
Marco Schreuder auf der Schlussveranstaltung der Regenbogenparade am 30. Juni 2007

Nach seiner Tätigkeit als Fachreferent bei den Wiener Grünen wurde Schreuder Sprecher der Grünen Andersrum gewählt. Von 2005 bis 2010 war er Abgeordneter zum Wiener Landtag und Gemeinderat. Er war das erste offen schwul lebende Mitglied und setzt sich vor allem für die Rechte homosexueller und bisexueller Personen sowie Transgender ein und kämpft für die Erhaltung des Jüdischen Friedhofs Währing.
Am 21. Oktober 2011 wurde Schreuder erstmals vom Wiener Landtag und Gemeinderat in den Bundesrat entsandt. Er war ab 2013 Vorsitzender der Grünen Bundesratsfraktion. Nach der Landtags- und Gemeinderatswahl in Wien 2015 wurde Marco Schreuder von der Mitgliederversammlung der Wiener Grünen nicht mehr als Bundesratsmitglied bestätigt und musste den Bundesrat mit 23. November 2015 zugunsten seiner Parteikollegin Ewa Ernst-Dziedzic, die das grüne Bundesratsmandat in Wien übernahm, verlassen.
Nach der Nationalratswahl 2019 und dem dadurch bedingten Wechsel von Ewa Ernst-Dziedzic in den Nationalrat wurde Marco Schreuder vom Wiener Landtag erneut in den Bundesrat entsendet. Nach der Landtags- und Gemeinderatswahl in Wien 2020 bewarb sich Schreuder erneut um eines der (nun) zwei Bundesratsmandate seiner Partei und wurde von der Landesversammlung der Wiener Grünen am 21. November 2020 gemeinsam mit Elisabeth Kittl für weitere fünf Jahre gewählt.

## Privates
Marco Schreuder wuchs als Jehovas Zeuge auf. In St. Wolfgang war der von 1934 bis 1945 verfolgte Leopold Engleitner sein Nachbar. In seiner Jugend wurde er zum Agnostiker.
2005 heiratete er noch als niederländischer Staatsbürger seinen Partner. Danach nahm er die österreichische Staatsbürgerschaft an, um für die Landtags- und Gemeinderatswahl kandidieren zu können.